# Mercurio de pie
La escultura Mercurio de pie de Auguste Rodin está inspirada en el humanismo del siglo XV, y fue presentada por primera vez en 1888. Rodin muestra al hijo de Júpiter y Maya, –mensajero de los dioses y guía de las almas al inframundo– como un dios fuerte y joven que representa la elocuencia y la razón a diferencia de los griegos que lo representaban como un hombre de edad madura.
Al descender de las alturas, Mercurio toca la tierra con la punta de pie y su cuerpo descansa liviano sobre ella con los brazos extendidos mostrando la fortaleza de sus músculos. El origen de la obra proviene de La Fauna, ubicada en la parte superior derecha de la maqueta para La puerta del Infierno. La parte faltante del cuerpo se funde en una especie de nubes o montículos, sin embargo el curador John L. Tancock afirma que en los primeros bocetos de La Puerta, Mercurio emergía de las rocas. 
Mercurio fue colocado en la jamba central de La Puerta colgando hacia abajo. Debido al humanismo impreso por Rodin, el mensajero de los dioses no presenta las características alas en los tobillos sino que lo presenta como lo más cercano a un hombre de carne y hueso. En la puerta, Mercurio ya no es más un mensajero de los dioses, sino un hombre más junto a una multitud de almas que esperan ser arrojadas al abismo del infierno. Como señala Tancock, la composición de La Puerta permitió al artista desplegar figuras con poses que cuentan con una libertad de movimiento sin precedentes.
Para Camille Claudel, alumna y amante de Rodin, la soltura de la pose de esta obra la hace una de los mejores trabajos del escultor. Mercurio de pie sirve a Rodin como inspiración para el Estudio de Apolo, una pieza que aparece en la base del monumento a Domingo Faustino Sarmiento, expresidente argentino. 